# Gute Werke
Gute Werke ist ein Begriff aus der christlichen Theologie, der im 20. Jahrhundert auch in die vergleichende Religionswissenschaft aufgenommen wurde. Der Begriff stammt aus dem Neuen Testament, wurde aber erst in der Reformationszeit zum programmatischen Begriff. Er wurde hier vor allem benutzt, um das Verhältnis von Rechtfertigung und Heiligung zu bestimmen. Dabei durchzieht die Polemik gegen Formen spätmittelalterlicher Frömmigkeit das Schrifttum der Reformatoren. Der Plural „Werke“ ist missverständlich, denn es ging den Reformatoren nicht um Einzelleistungen, sondern um eine menschliche Grundhaltung.

## Neues Testament
Laut der Bergpredigt (Mt 5,16 ) sollen die Jünger „gute Werke“  (altgriechisch ἔργα καλά erga kala) tun, um Gott zu preisen und der Welt ein Beispiel zu geben. In seiner Forderung knüpft Jesus von Nazaret an die frühjüdische Tradition der von Gott gebotenen Liebeswerke an, für die auch in vorchristlicher Zeit schon der Begriff „kala erga“ gebräuchlich war. Auch in den Pastoralbriefen wird der Begriff im Rahmen der Paränese vielfach gebraucht (vgl. 1 Tim 2,10 , 1 Tim 6,18 , 2 Tim 3,17 , Tit 2,7  u.ö.)

## Alte Kirche und Mittelalter
In der Alten Kirche und im christlichen Mittelalter wurden oft die aus der Endzeitrede Jesu (Mt 25,34–46 ) abgeleiteten Werke der Barmherzigkeit mit den göttlich gebotenen guten Werken identifiziert. Insbesondere das Almosen galt, schon seit Cyprian von Karthagos Schrift De opere et eleemosynis (Über gute Werke und Almosen), als Inbegriff des guten Werks, durch das der Gläubige selbst einen Beitrag zum Heil leiste. Neben die private Mildtätigkeit traten im Mittelalter auch Stiftungen und Bruderschaften. Zunehmend galten neben Taten der Nächstenliebe aber auch Leistungen wie Wallfahrten, Fasten und andere asketische Übungen und Gelübde als gute Werke.

## Evangelisch-lutherische Theologie

### Martin Luther
Im Jahr 1520 verfasste Martin Luther den Sermon Von den guten Werken. Programmatisch formulierte er, der Glaube sei das einzige gute Werk, allerdings kein Werk des Menschen, sondern ein Werk, das Gott in ihm wirke. Daraus entstünden auch im Sinne von Arbeit andere gute Werke, wobei es gleichgültig sei, ob es sich um alltägliches Handeln oder schwere, außerordentliche Taten handele. Echte Taten der Nächstenliebe seien unspektakulär, sie „gleißten“ nicht. Die guten Werke seien Früchte des Glaubens und würden aus eigenem Antrieb und freudig vollbracht (sponte et hilariter). Luther bezieht sich dabei auf Gal 3,27 : „Ihr habt den Geist empfangen nicht aus euren guten Werken, sondern weil ihr dem Wort Gottes geglaubt habt.“ Siehe auch: Frucht des Heiligen Geistes.

### Philipp Melanchthon
In der Confessio Augustana, Artikel 6 („Vom neuen Gehorsam“) entfaltete Melanchthon Luthers Lehre von den guten Werken. Er entwickelte seine Ethik aber weiter und teilweise im Gegensatz zu Luther. In seinen späteren Jahren konnte er formulieren, der Christ vollbringe aus drei Gründen gute Werke:
1. Weil Gott sie geboten hat;
2. Weil nur derjenige glaubt, der seinen Glauben übt;
3. Wegen der Belohnung. Es gebe geistige und leibliche Belohnungen der mit Gott versöhnten Christen im diesseitigen wie im jenseitigen Leben.[6]

### Gnesiolutheraner und Philippisten
Innerhalb des Luthertums entzündeten sich an diesem Unterschied Streitigkeiten zwischen Anhängern Melanchthons und Gnesiolutheranern. Georg Major und Justus Menius behaupteten 1552 und 1554, gute Werke seien „notwendig zur Seligkeit“ (necessaria ad salutem), und lösten damit den „Majoristischen Streit“ aus, da Nikolaus von Amsdorf und Matthias Flacius die Gegenposition vertraten, gute Werke seien „schädlich zur Seligkeit“ (noxius ad salutem). Die Konkordienformel (Epitome, Art. IV) versuchte den Kompromiss. Gute Werke hätten nichts zu tun mit der Rechtfertigung des Menschen, aber sie seien Früchte des Glaubens, und deshalb solle man die Gemeinde in der Predigt zu guten Werken ermahnen. Die Formulierungen von Major und Menius einerseits und Amsdorf andererseits wurden als irreführend verworfen. Die Konkordienformel will zwar zu Luther zurück, teilt aber Melanchthons Überzeugung, dass Theologie eine pädagogische Aufgabe habe.

## Evangelisch-reformierte Theologie
Der Heidelberger Katechismus erläutert zu Frage 86, warum der Christ gute Werke tue: Aus Dankbarkeit gegen Gottes Wohltaten und „dass wir bei uns selbst unseres Glaubens aus seinen Früchten gewiss seien“, außerdem, damit man den Nächsten durch die eigene Lebensführung für Christus gewinne. Aus dem Gedanken der Selbstvergewisserung entwickelte sich in der altreformierten Orthodoxie der sogenannte Syllogismus practicus, der Rückschluss von der eigenen Wohltätigkeit (teilweise auch vom eigenen Wohlstand) auf den Stand der Erwählung.
Karl Barth ersetzte den traditionellen Begriff „Die guten Werke“ durch „Das Lob der Werke“: Werke, die Gottes Wohlgefallen haben, also von Gott gelobt werden, gleichzeitig aber auch zu Gottes Lob geschehen und nicht zum Eigenlob des frommen Menschen. Der Mensch dürfe mit seinem Handeln am Werk Gottes teilnehmen; es sei ein Geschenk Gottes, wenn der Mensch mit seiner Lebensgeschichte in die Bundesgeschichte Gottes versetzt und von Gott eingesetzt, gebraucht werde.

## Römisch-katholische Theologie
Das Tridentinum verwarf die reformatorische Lehre ausdrücklich und lehrte, dass die gerechtfertigten Christen sich mit guten Werken ein augmentum gratiae („Zuwachs der Gnade“) verdienten, mit dem sie zu ihrem ewigen Leben und zur eigenen Verherrlichung beitrügen.

## Ökumene
Die Gemeinsame Erklärung zur Rechtfertigungslehre stellt grundsätzlich einen Konsens fest: „Wir bekennen gemeinsam, daß gute Werke – ein christliches Leben in Glaube, Hoffnung und Liebe – der Rechtfertigung folgen und Früchte der Rechtfertigung sind. Wenn der Gerechtfertigte in Christus lebt und in der empfangenen Gnade wirkt, bringt er, biblisch gesprochen, gute Frucht. Diese Folge der Rechtfertigung ist für den Christen, insofern er zeitlebens gegen die Sünde kämpft, zugleich eine Verpflichtung, die er zu erfüllen hat; deshalb ermahnen Jesus und die apostolischen Schriften den Christen, Werke der Liebe zu vollbringen.“ (§ 37)
Es bestehen aber weiterhin unterschiedliche Akzentsetzungen. Nach katholischer Lehre tragen gute Werke zu einem Wachstum des Christen in der Gnade (nicht: Wachstum der Gnade) bei, wodurch die Gemeinschaft mit Christus vertieft werde. Mit dem Begriff „Verdienstlichkeit“ werde die Verantwortung des Menschen für sein Handeln betont, der Geschenkcharakter der guten Werke und der Rechtfertigung aber nicht bestritten (§ 38).
Lutheraner bezeichneten die guten Werke als Früchte und Zeichen der Rechtfertigung, nicht als Verdienste; das ewige Leben sei nach neutestamentlichem Sprachgebrauch unverdienter „Lohn“, nämlich Erfüllung von Gottes Zusage an die Glaubenden (§ 39).

## Religionswissenschaft
Im 20. Jahrhundert wurde der Begriff verallgemeinernd auch in die Religionswissenschaft übernommen. Er bezeichnet hier „menschliche Leistungen, die von einer Religionsgemeinschaft positiv beurteilt werden“ und entweder „einem subjektiven Ziel, z. B. dem eigenen Seelenheil, dienlich“ sind oder „Pflichten gegenüber dem Wohl der Gemeinschaft darstellen“. Beispiele sind der achtfache Pfad im Buddhismus oder die fünf Hauptpflichten des Islam.